# Echo Night
Echo Night — містична пригодницька гра, розроблена компанією FromSoftware для PlayStation. Гра була випущена в Японії 14 серпня 1998 року, а в Північній Америці 31 липня 1999 року.

## Ігровий процес
Echo Night — гра від першої особи, але на відміну від більшості ігор від першої особи, в грі Echo Night не використовується вогнепальна чи холодна зброя. Головний герой на ім'я Річард повинен взаємодіяти з привидами в різних приміщеннях, вмикаючи та вимикаючи світло.
Протагоніст часто переноситься у минуле за допомогою медіума чи деяких об'єктів. Коли гравець виконує важливу для привида задачу, привид зникає та утворює «астральний уламок», які можуть бути використані для отримання різних фіналів гри. Загалом можна зібрати 26 «астральних уламків». У сліпого медіума їх пропонується обміняти на святу воду, потрібну для лікування Річарда після зіткнень з деякими агресивними привидами. Предмети, що допомагають звільняти привидів або дають іншу користь персонажу, складаються до інвентаря.

### Привиди
У грі всього чотири привиди, здатних завдати шкоди протагоністу:
- Клавдія Тендер — маленька дівчинка в червоній сукні, перший привид, котрого зустрічає Річард. Може піднімати героя в повітря та кидати різноманітні предмети. Це символізує біль ударів, яку вона зазнала перед смертю, бо була похована живцем (можливо — Вільямом Роквеллом). Зникає, коли Річард повертає їй ляльку.
- Дівчина в білій сукні — привид безіменної дівчини, вбитої Роквеллом у 1910 році в підземеллі на цвинтарі. Може напускати на протагоніста холодні силуети та стримувати його холодним потоком. Це символізує холод підземелля, в якому вона загинула. Також після ввімкнення в кімнаті світла залишає після себе зелену рідину, що завдає шкоди протагоністу. Зникає, коли Річард повертає їй кулон.
- Ендрю Голейвуд — король, правитель якоюсь країни (можливо Англії) в 1469 році. Перший відомий власник червоного каменя, за допомогою якого він зміг стати королем, бувши звичайним солдатом. Предок Вільяма Роквелла — торговець Ален, вбиває короля мечем на балконі замку. У вигляді привида його очі — червоні (у інших — білі), а сам він притягує до себе Річарда, не даючи йому втекти, та завдає йому ударів ціпком. Це символізує відсутність виходу, якого король не мав перед смертю. Зникає, коли Річард дає йому камею з зображенням дочки Елеонори.
- Вільям Роквелл — з'являється в машинному відділенні. Насилає на Річарда прокляття. Зникає сам перед останнім відліком часу.

## Сюжет
Історія обертається навколо Річарда Осмонда — головного героя гри, та його переміщень у часі на судні «Орфей», яку загадково зникло в морі. Історія розкриє також таємницю двох каменів, в яких закладена містична сила.
Гра починається з Річарда Осмонда, котрий перебуває в своїх апартаментах та приймає дзвінок із департаменту поліції міста Анкор (англ. Anchor) в зв'язку зі зникненням його батька — Генрі Осмонда. Річарда запрошують приїхати в дім батька. В домі батька Річард знаходить батьківський щоденник, який переносить його в потяг. Він зустрічає в потязі чоловіка на ім'я Генрі Осмонд, котрий намагається переслідувати Вільяма Роквелла. Вільям Роквелл одержимий Червоним Каменем, котрий додається до таємничого ножа. В потязі відбудеться поєдинок, проте Вільям Роквелл захиститься від Генрі Осмонда за допомогою своєї внучки Крі Роквелл. Вільям буде стріляти в Генрі, але завдяки голубому каменю, яким володів Генрі, його життя буде врятовано (куля влучить в голубий камінь на рівні його грудей, коли Вільям вистрілить в нього). Голубий камінь буде поділено на дві частини, одну Генрі Осмонд віддасть Крі Роквелл (внучці Вільяма). В ході цієї ситуації стане зрозумілим, що Вільям одержимий демоном червоного каменя.
Після цього Річард буде повернений в будинок свого батька і виявить всередині секретної кімнати картину корабля «Орфей». Річард перенесеться на корабель «Орфей» і зустріне душі пасажирів, які загинули, коли корабель зник. Річард буде рятувати душі, які зустріне на судні, вирішуючи їхні особисті проблеми. В ході гри Річард дізнається, що червоний камінь, яким володіє Вільям Роквелл, може змінювати долю людини, викликаючи жагу вбивати людей ножем з червоним каменем. Річард зустріне сина і дочку Вільяма Роквелла, і дізнається, що вони знали про історію червоного каменя і планували вбити їх батька на судні, але були вбиті ним самим… За час подорожі Річард також зустрінеться з Крі Роквелл, і матиме можливість повернути блакитний камінь. У кульмінаційний момент гри Річард виявить, що його батько теж був на кораблі, і хотів убити Вільяма Роквелла. Щойно Генрі опанує каменем, він скаже, що з самого початку хотів роздобути червоний камінь. Річард зможе знищити червоний камінь за допомогою синього. Після знищення червоного каменю Генрі скаже Річарду йти на корму судна, бо незабаром воно повинно буде зникнути.

## Закінчення гри
У грі є 4 різних закінчення:
- Реальне закінчення: Річард досягає корми судна і входить у таємний прохід. Після діалогу зі сліпою людиною Річард не бере червоний ніж, і він руйнується. Крі рятує Річарда. Після декількох сцен кінцевої заставки, також показується повідомлення від Крі Роквелл, його показують в останній сцені в будинку Річарда.
- Хороше закінчення: Річард досягає корми судна і не входить в таємний прохід. Крі рятує Річарда. Після того, як закінчується заставка, Річард пробуджується в будинку його батька. Він залишає будинок і наближається до поліцейського в автомобілі. Автомобіль не заводиться, поліцейський просить, щоб Річард приніс ящик з інструментами. Коли Річард відкриває ящик з інструментами, він знаходить червоний ніж там.
- Погане закінчення: Річард досягає корми судна і входить в таємний прохід. Після діалогу зі сліпою людиною Річард бере червоний ніж. Крі рятує Річарда. Після того, як закінчується заставка, Річард прокидається в будинку його батька. Він вбиває поліцейських, адже тепер одержимий червоним ножем.
- Дуже погане закінчення: Річард не досягає корми судна вчасно. Після закінчення заставки на екрані показують коротку статтю. В ній говориться, що Річард Осмонд і його батько загадково зникли при пожежі.

## Цікаві факти
- Гра є однією з небагатьох, файл збереження якої на карті пам'яті консолі займає цілих дві комірки.
- Незважаючи на ввімкнене світло, на деяких палубах все ж може з'явитися привид, проте часто — тільки його сміх.
- У грі безліч анахронізмів і історичних ляпів. Наприклад найманець в 1913 році стріляє в Крі Роквелл з пістолета-кулемета Томпсона, хоча тоді пістолет-кулемет навіть не був винайдений. У поїзді батько Річарда і Вільям озброєні пістолетами Люгера, хоча до їх створення було ще близько року.
- На «Орфеї» всього можна помітити 27 душ, проте їх, можливо, набагато більше.
- Багато в чому гра відсилається на деякі реальні події. Зокрема «Орфей» безслідно зник в Атлантичному океані, що так само може бути пов'язано з міфами навколо Бермудського трикутника, також «Орфей» зник на рік пізніше «Титаніка», і так само в Атлантичному океані.
- У грі є дуже цікава модель казино на одній з нижніх палуб корабля. Це єдине не обов'язкове завдання в грі. У казино можна грати за знайдені на кораблі квитки. Треба набрати достатньо очок, граючи в рулетку або однорукого бандита, і тоді відкриється можливість зіграти в блекджек з однією з душ. Це впливає на отримання сфер, які в свою чергу, впливають на кінцівку.
- Медіум — єдиний персонаж в грі (крім головного героя), який з'являється у другій частині.

## Оцінки та відгуки
Гра отримала «змішані» відгуки, згідно з агрегатором рецензій вебсайтом GameRankings.

Японський ігровий журнал Famitsu оцінив гру на 32 пунктів із 40.